# 다코사우루스

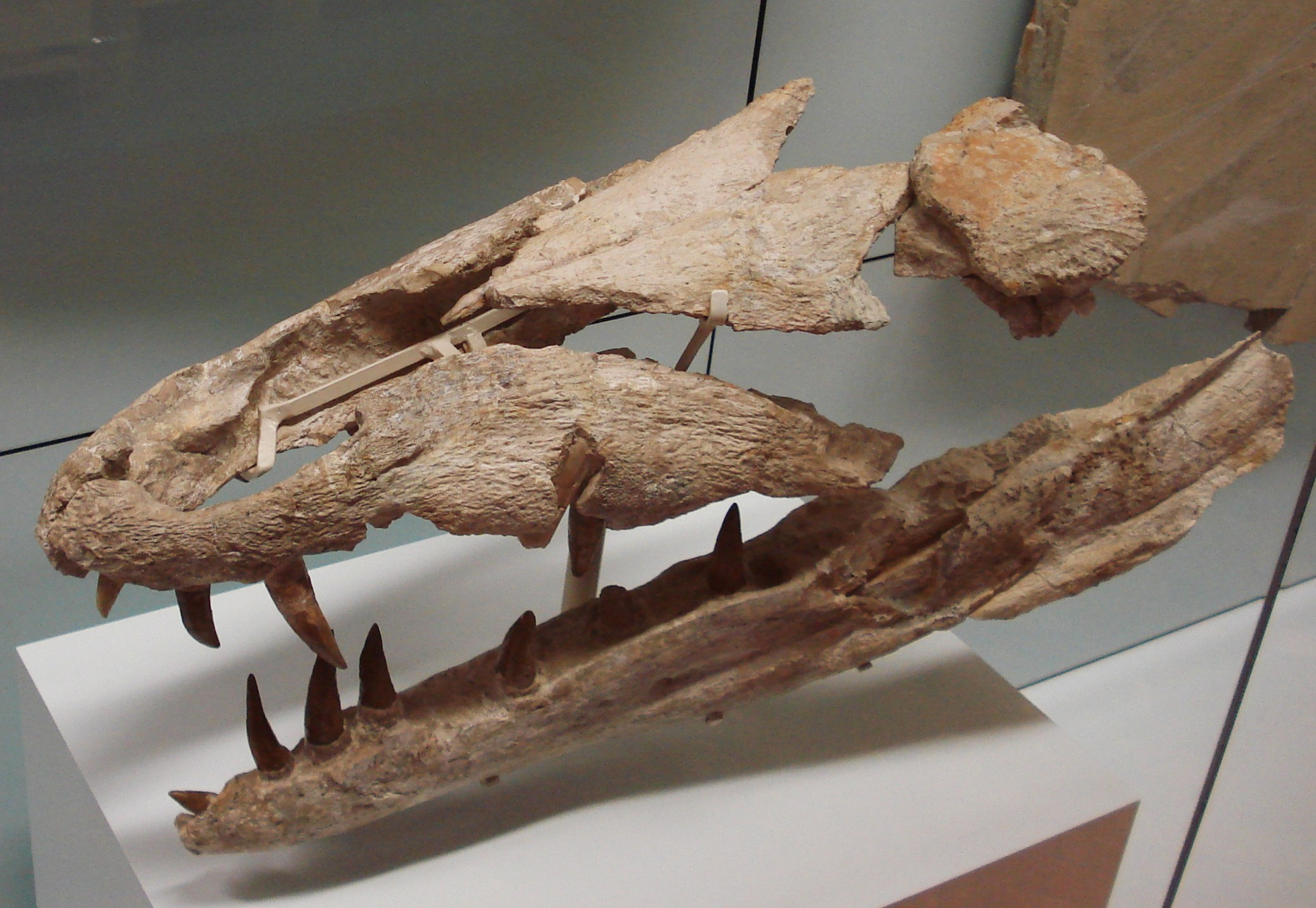

다코사우루스(학명:Dakosaurus maximus)는 악어목 메트리오린쿠스과에 속하는 악어의 한 종이다. 지금은 멸종된 악어로 몸길이가 4~5m가 되는 큰 편인 악어에 속한다.

## 특징
다코사우루스는 고립된 이빨을 가진 것이 특징으로 이름의 뜻은 깨무는 도마뱀이란 뜻을 가진다. 바다에서 주로 살았던 악어의 일종으로 해양에서 살던 양식에 매우 잘 적응하여 짝짓기도 바다에서 했던 바다악어의 일종이 된다. 현생에서 살아가는 돌고래와 같이 바다에서 자신의 자손이 태어날 알을 낳았는지 아니면 거북과 같이 해변으로 올라와 자신의 자손이 태어날 알을 낳았는지는 아직 그것을 입증할만한 확실한 근거가 되는 화석이나 증거가 발견이 되지 않았기 때문에 다코사우루스가 어떤 방식으로 알을 낳고 둥지를 만들었는지에 대해선 정확한 자료가 없어 미궁에 빠져 있다. 또한 양턱에는 강한 이빨이 자리잡고 있으며 현생의 고래와 같이 다리가 변화한 지느러미를 가지고 있고 꼬리도 지느러미로 변화한 것이 특징이다. 다코사우루스는 불완전한 두개골을 가지고 있으며 염분을 배출할 땀샘을 가지고 있는 것으로 추정이 되나 아직 완전히 입증할만한 땀샘의 존재에 대한 증거를 가지고 있지 않다. 또한 다코사우루스는 늦게 압축되어 톱니의 모양으로 진화한 이빨을 가진 유일한 악어이기도 하다. 먹이로는 당대에 서식했던 물고기, 오징어, 갑각류 등을 잡아먹었을 것으로 추정되는 육식성의 악어이다.

## 생존시기와 서식지와 화석의 발견
다코사우루스가 생존하던 시기는 중생대의 쥐라기 후기와 백악기의 초기로 지금으로부터 1억 5700만년전~1억 3000만년전에 서식한 악어이다. 생존하던 시기에는 북아메리카와 남아메리카를 아우르는 아메리카 대륙과 유럽의 대륙 사이에 존재하는 대서양에서 주로 서식했을 것으로 추정이 되는 종이다. 화석의 발견은 1856년에 고생물학자인 시어도어 플리닝거가 쥐라기와 백악기에 형성된 지층에서 처음으로 화석을 발견하였고 이후 다른 고생물학자인 퀘엔스테드가 이름과 학명을 명명하여 새로이 등재된 종이다.

## 같이 보기
- 악어
- 중생대
- 쥐라기
- 백악기
- 파충류
- 화석